# Vai Rrouge!
Vai Rrouge, pubblicato nel 1987, è un album dal vivo del cantautore Enrico Ruggeri.

## Il disco
Album dal vivo, testimonianza della tournée teatrale del 1987 accompagnato dall'orchestra filarmonica di Alessandria. È un Ruggeri in grande spolvero dopo il successo a Sanremo con Umberto Tozzi e Gianni Morandi.
La versione su vinile (con due brani in più rispetto al CD) e quella su MC (con un brano in più rispetto al CD) erano pubblicate come doppio album, la versione su CD uscirà in versione singolo.
L'album è presente nella classifica dei 100 dischi italiani più belli di sempre secondo Rolling Stone Italia alla posizione numero 54.

## I brani
- Contessa (strumentale)
- La canzone della verità
- Confusi in un playback
- La donna vera (solo su LP e MC)
- L'ultimo pensiero
- A mia moglie (solo su LP)
- Nuovo swing
- Il mare d'inverno
- La carta sotto
- Rien ne va plus
- Poco più di niente
- Non è più la sera
- Il portiere di notte
- Il futuro è un'ipotesi
- Quello che le donne non dicono (con Fiorella Mannoia)
- Non finirà
- Si può dare di più (con Umberto Tozzi e Gianni Morandi)

## Curiosità e note discografiche
Di questo tour esiste testimonianza anche in una videocassetta Enrico VIII tour pubblicata nello stesso anno.
La versione in studio di A mia moglie (cover italiana di A ma femme di Charles Aznavour) era stata inclusa nell'edizione in CD di Tutto scorre.
Quello che le donne non dicono era il brano scritto da Ruggeri con cui Fiorella Mannoia aveva partecipato al Festival di Sanremo di quell'anno, aggiudicandosi il Premio della critica. Qui di fatto è eseguito dalla sola Mannoia, tranne il primo verso con il quale il cantautore la introduce sul palco, cantando il testo in seconda persona ("VI fanno compagnia [...] parole che restano con VOI").
Si può dare di più era il brano con cui Ruggeri aveva vinto il Festival di Sanremo 1987 insieme a Gianni Morandi e Umberto Tozzi.
La canzone della verità (qui cantata dal solo Ruggeri) era il lato B del 45 giri Si può dare di più, anch'esso cantato inizialmente a tre voci.

## Contributi
- Enrico Ruggeri - voce
- Luigi Schiavone - chitarra
- Alberto Rocchetti - tastiera, cori
- Renato Meli - basso
- Luigi Fiore - batteria
- Stefania Schiavone - pianoforte
- Orchestra Filarmonica di Alessandria, diretta da Fred Ferrari, primo violino solista Giulio Tosin, Walter Graneri, Luca Di Gioia